# Bernardino Perfetti
Bernardino Perfetti (Siena, 7 settembre 1681 – Siena, 1º agosto 1746) è stato un giurista e poeta italiano.

## Biografia
Membro dell'Accademia Senese degli Intronati e dell'Accademia dell'Arcadia con lo pseudonimo di Alauro Euroteo, Bernardino Perfetti, senese, deve la sua fama alla straordinaria capacità di improvvisare versi soprattutto in ottave, la forma metrica più complessa in poesia. Da tutti i suoi contemporanei era considerato il miglior improvvisatore di versi estemporanei di tutti i tempi. Scrive di lui Carlo Goldoni: Il poeta cantò per un quarto d'ora [...] era Petrarca, Milton, Rousseau. Era Pindaro in persona. Anche se non trovava d'accordo il Metastasio visto che, secondo lui, era: poco più che mediocre all'improvviso e meno di gran lunga al tavolino.
Nato in una nobile famiglia senese da Angelo Perfetti ed Orsola Amerighi, nel 1696 entro' al Convitto Tolomei di Siena retto dai Gesuiti e studio' filosofia, diritto e letteratura italiana. Nel 1700 ottenne la laurea in Giurisprudenza. Sebbene sin dall'età di sette anni componesse piccole poesie, ciò che lo spinse a fare della poesia estemporanea la sua vita fu assistere da adolescente a un'esibizione del poeta Giovan Battista Bindi.
Perfetti si esibiva generalmente nei salotti buoni dell'aristocrazia e dell'alta borghesia senese e fiorentina. Ma presto fu invitato a feste e ricevimenti un po' in tutta Italia fino a Monaco di Baviera dove nel 1722 fu chiamato ad esibirsi per le nozze di Carlo Alberto di Baviera poi Carlo VII di Baviera. Quando veniva il suo momento il pubblico gli proponeva un tema e lui, quasi trasfigurandosi, con trasporto estatico si lanciava in un fiume di versi e di rime. Durante le performance era sempre accompagnato da una chitarra o un clavicembalo che suonavano musiche recitative.
Scortato dalla principessa Violante di Baviera, vedova del principe Ferdinando de' Medici e sua mecenate, il 13 maggio 1725, papa Benedetto XIII, lo incoronò Poeta Laureato in Campidoglio e gli concesse la cittadinanza romana. Un onore toccato solo, prima di lui, a Petrarca.